# Pan de los muertos
El pan dei morti (‘pan de los muertos’) es un pan dulce tradicional italiano lombardo de la zona de Milán, Brianza y las provincias de Brescia y Bérgamo. También es tradicional de Córcega, concretamente de Bonifacio. Se prepara con motivo de la Día de los Fieles Difuntos (giorno dei morti) para darles bienvenida a las almas de los difuntos cuando regresan a sus hogares, para llevar a la mesa o regalar a los niños.

## Preparación
La receta básica incluye claras de huevo, galletas desmenuzadas, cacao, frutos secos y/o confitados, pasas y especias. En sus ingredientes guarda similitudes con otras recetas, tanto locales (como la torta paesana de Brianza) como los diversos postres del día de los muertos repartidos por toda Italia, y también con el pepparkakor nórdico.